# 19è districte de París
El 19è districte és un dels vint districtes de París, França. És travessat per dos canals, el canal Saint-Denis i el canal de l'Ourcq, que s'uneixen a l'altura del Parc de la Villette.
El 19è districte conté el Parc des Buttes-Chaumont a dalt d'un turó. També hi ha el Parc de la Villette, que inclou la Cité des Sciences et de l'Industrie, que és un centre d'exposicions dedicat a la ciència i a la indústria; i la Cité de la Musique, que alberga el conservatori de París, una de les escoles de música més cèlebres d'Europa.

## Geografia
El 19è districte té una àrea de 6,786 km².

## Demografia
El 19è districte té una població creixent. A l'últim cens (1999), la població era de 172.730 habitants, i comptava amb 68.101 llocs de treball.
| Any (dels censos francesos) | Població | Densitat (hab. par km²) |
| --------------------------- | -------- | ----------------------- |
| 1962                        | 159 568  | 23 514                  |
| 1968                        | 148 862  | 21 937                  |
| 1975                        | 144 357  | 21 273                  |
| 1982                        | 162 649  | 23 968                  |
| 1990                        | 165 062  | 24 324                  |
| 1999 (pic de població)      | 172 730  | 25 454                  |
| 2005                        | 187 200  | 27 305                  |
| 2022                        | 182 537  |                         |

## Barris
Cadascun dels vint districtes de París se subdivideix en quatre barris (quartiers). Aquests són els quatre barris del 18è districte:
- Quartier de la Villette
- Quartier du Pont-de-Flandres
- Quartier d'Amérique
- Quartier du Combat

## Llocs d'interès
- Parc des Buttes-Chaumont
- Parc de la Villette